# Ayase Ueda
Ayase Ueda (jap. 上田綺世, Ueda Ayase; * 28. August 1998 in Mito, Präfektur Ibaraki) ist ein japanischer Fußballspieler. 

## Karriere

### Verein
Ayase Ueda erlernte das Fußballspielen in der Jugendmannschaft der Kashima Antlers sowie der Schulmannschaft der Kashima Gakuen High School und der Universitätsmannschaft der Hosei University. Seinen ersten Vertrag unterschrieb er 2019 bei den Kashima Antlers. Der Verein aus Kashima spielte während Ueda Vertragslaufzeit in der höchsten Liga des Landes, der J1 League.
Insgesamt bestritt Ueda 86 Ligaspiele mit 38 Toren, vier Pokalspiele mit vier Toren, elf Spiele im Ligapokal mit fünf Toren und zwei Spielen in der AFC Champions League für Antlers. Anfang Juli 2022 wechselte er zum belgischen Erstdivisionär Cercle Brügge und unterschrieb dort einen Vertrag mit einer Laufzeit bis Sommer 2026. Er bestritt dort alle 40 Ligaspiele, in denen er 22 Tore schoss. Damit kam er auf Platz 2 der Torschützenwertung. Dazu kamen zwei Pokalspiele mit einem Tor.
Anfang August 2023 wechselte er, ohne ein Spiel für Cercle in der neuen Saison bestritt zu haben, zum niederländischen Erstligisten Feyenoord Rotterdam, bei dem er einen Vertrag mit einer Laufzeit von fünf Jahren unterschrieb.

### Nationalmannschaft
Ayase Ueda spielte 19-mal in der U21-Nationalmannschaft und neunmal in der U23-Nationalmannschaft. Seit 2019 spielt er für die japanische Fußballnationalmannschaft. Sein Nationalmannschaftsdebüt gab er am 18. Juni 2019 im Spiel der Copa América gegen Chile im Estádio do Morumbi in São Paulo.
Bei der Weltmeisterschaft 2022 gehörte er zum japanischen Kader und wurde dort im Gruppenspiel gegen Costa Rica eingesetzt.

## Erfolge
- Niederländischer Meister: 2024
- Niederländischer Supercup: 2024